# شولم (نوردراین-وستفالن)
شهر شولم (به آلمانی: Schwelm) در ایالت نوردراین-وستفالن در کشور آلمان واقع شده‌است.